# Ravno Bučje (Knjaževac)
Ravno Bučje (em cirílico: Равно Бучје) é uma vila da Sérvia localizada no município de Knjaževac, pertencente ao distrito de Zaječar, na região de Timočka Krajina. A sua população era de 13 habitantes segundo o censo de 2011.

## Demografia
| 1948 | 1953 | 1961 | 1971 | 1981 | 1991 | 2002 | 2011 |
| ---- | ---- | ---- | ---- | ---- | ---- | ---- | ---- |
| 521  | 436  | 349  | 218  | 85   | 40   | 28   | 13   |